# Tournoi des Cinq Nations 1999
Cet article traite de l'épreuve masculine. Pour la compétition féminine, voir Tournoi des Cinq Nations féminin 1999.
Pour un article plus général, voir Tournoi des Six Nations.
Navigation
Cinq Nations 1998 Six Nations 2000
Le Tournoi des Cinq Nations 1999, qui s'est déroulé du 6 février au 11 avril 1999, est la dernière édition du Tournoi disputé à cinq participants. Il a été remporté par l'Écosse devant l'Angleterre grâce à une meilleure différence de points, les Anglais manquant le Grand Chelem de deux points au Stade de Wembley contre les Gallois lors de l'ultime journée. 
La France, double tenante du titre en ayant remporté deux Grands Chelems consécutifs s'incline à Twickenham et lors de ses deux matches au Stade de France et termine dernière.
L'Anglais Jonny Wilkinson se révèle en équipe nationale à l'occasion de cette édition en finissant deuxième meilleur réalisateur du Tournoi derrière Neil Jenkins. 
L'Écossais John Leslie inscrit l'essai le plus rapide du Tournoi contre le pays de Galles après seulement neuf secondes de jeu. Enfin, Gregor Townsend est le dernier joueur à réussir à inscrire un essai contre chaque équipe affrontée au cours du Tournoi (grand chelem d'essais).

## Palmarès
| Trophée           | Vainqueur  |
| ----------------- | ---------- |
| Cinq Nations      | Écosse     |
| Calcutta Cup      | Angleterre |
| Millennium Trophy | Angleterre |
| Centenary Quaich  | Écosse     |

## Classement
- Légende :

J matches joués, V victoires, N matches nuls, D défaites
PP points pour, PC points contre, Δ différence de points terrain PP-PC
Pts points de classement (2 points pour une victoire, 1point en cas de match nul, rien pour une défaite)
T Tenante du titre 1998.
| Rang | Équipe         | J | V | N | D | PP  | PC  | Δ   | Pts |
| ---- | -------------- | - | - | - | - | --- | --- | --- | --- |
| 1    | Écosse         | 4 | 3 | 0 | 1 | 120 | 79  | +41 | 6   |
| 2    | Angleterre     | 4 | 3 | 0 | 1 | 103 | 78  | +25 | 6   |
| 3    | Pays de Galles | 4 | 2 | 0 | 2 | 109 | 126 | -17 | 4   |
| 4    | Irlande        | 4 | 1 | 0 | 3 | 66  | 90  | -24 | 2   |
| 5    | France (T)     | 4 | 1 | 0 | 3 | 75  | 100 | -25 | 2   |

- L'Écosse, première, a la meilleure attaque ainsi que la plus forte différence de points.
- La meilleure défense revient à l'Angleterre.

## Acteurs du tournoi des Cinq Nations

### Effectifs

#### Angleterre
| Entraîneur | Entraîneur             | Clive Woodward                                                |
| Avants     | Pilier                 | Darren Garforth, Jason Leonard, Graham Rowntree, Victor Ubogu |
| Avants     | Talonneur              | Richard Cockerill, Neil McCarthy                              |
| Avants     | Deuxième ligne         | Garath Archer, Danny Grewcock, Martin Johnson, Tim Rodber     |
| Avants     | Troisième ligne aile   | Neil Back, Martin Corry, Richard Hill                         |
| Avants     | Troisième ligne centre | Lawrence Dallaglio                                            |
| Arrières   | Demi de mêlée          | Kyran Bracken, Matt Dawson, Austin Healey                     |
| Arrières   | Demi d'ouverture       | Mike Catt, Paul Grayson                                       |
| Arrières   | Centre                 | Jeremy Guscott, Barrie-Jon Mather (en), Jonny Wilkinson       |
| Arrières   | Ailier                 | Steve Hanley, Dan Luger, David Rees (en), Tony Underwood      |
| Arrières   | Arrière                | Nick Beal, Matt Perry                                         |

#### Écosse
| Entraîneur | Entraîneur             | Jim Telfer et John Rutherford                             |
| Avants     | Pilier                 | Paul Burnell, George Graham (en), David Hilton, Tom Smith |
| Avants     | Talonneur              | Gordon Bulloch, Steve Brotherstone (en)                   |
| Avants     | Deuxième ligne         | Stuart Grimes, Scott Murray, Andy Reed, Doddie Weir       |
| Avants     | Troisième ligne aile   | Martin Leslie, Budge Pountney, Peter Walton               |
| Avants     | Troisième ligne centre | Eric Peters                                               |
| Arrières   | Demi de mêlée          | Gary Armstrong , Iain Fairley (en)                        |
| Arrières   | Demi d'ouverture       | Craig Chalmers, Duncan Hodge, Gregor Townsend             |
| Arrières   | Centre                 | John Leslie, Alan Tait                                    |
| Arrières   | Ailier                 | Kenny Logan, Shaun Longstaff, Cameron Murray              |
| Arrières   | Arrière                | Glenn Metcalfe                                            |

#### France
| Entraîneur | Entraîneur             | Jean-Claude Skrela et Pierre Villepreux                                         |
| Avants     | Pilier                 | Christian Califano, Sylvain Marconnet, Franck Tournaire                         |
| Avants     | Talonneur              | Raphaël Ibañez , Marc Dal Maso, Marc de Rougemont                               |
| Avants     | Deuxième ligne         | David Auradou, Olivier Brouzet, Thierry Cleda, Fabien Pelous                    |
| Avants     | Troisième ligne aile   | Philippe Benetton, Richard Castel, Christian Labit, Olivier Magne, Marc Raynaud |
| Avants     | Troisième ligne centre | Christophe Juillet, Thomas Lièvremont                                           |
| Arrières   | Demi de mêlée          | Philippe Carbonneau, Christophe Laussucq                                        |
| Arrières   | Demi d'ouverture       | David Aucagne, Thomas Castaignède                                               |
| Arrières   | Centre                 | Franck Comba, Richard Dourthe, Pascal Giordani                                  |
| Arrières   | Ailier                 | Philippe Bernat-Salles, Christophe Dominici, Xavier Garbajosa, Thomas Lombard   |
| Arrières   | Arrière                | Arthur Gomes, Émile Ntamack                                                     |

#### Galles
| Entraîneur | Entraîneur             | Graham Henry                                                                                            |
| Avants     | Pilier                 | Chris Anthony, Ben Evans (en), Andrew Lewis (en), Darren Morris, Peter Rogers, Iestyn Thomas, Dai Young |
| Avants     | Talonneur              | Garin Jenkins, Barry Williams                                                                           |
| Avants     | Deuxième ligne         | Ian Gough, Andrew Moore (en), Craig Quinnell, Mike Voyle (en), Chris Wyatt                              |
| Avants     | Troisième ligne aile   | Colin Charvis, Brett Sinkinson, Gavin Thomas, Martyn Williams                                           |
| Avants     | Troisième ligne centre | Geraint Lewis, Scott Quinnell                                                                           |
| Arrières   | Demi de mêlée          | Rob Howley , David Llewellyn (en)                                                                       |
| Arrières   | Demi d'ouverture       | Neil Jenkins                                                                                            |
| Arrières   | Centre                 | Allan Bateman, Neil Boobyer (en), Leigh Davies (en), Scott Gibbs, Mark Taylor                           |
| Arrières   | Ailier                 | Dafydd James, Matthew Robinson (en), Nick Walne (en)                                                    |
| Arrières   | Arrière                | Shane Howarth, Kevin Morgan, Gareth Thomas                                                              |

#### Irlande
| Entraîneur | Entraîneur             | Warren Gatland                                                |
| Avants     | Pilier                 | Peter Clohessy, Justin Fitzpatrick, Paul Wallace              |
| Avants     | Talonneur              | Ross Nesdale (en), Keith Wood                                 |
| Avants     | Deuxième ligne         | Jeremy Davidson, Mick Galwey, Paddy Johns                     |
| Avants     | Troisième ligne aile   | Trevor Brennan, Victor Costello, Eric Miller, Andy Ward       |
| Avants     | Troisième ligne centre | Dion O'Cuinneagain                                            |
| Arrières   | Demi de mêlée          | Conor McGuinness, Ciaran Scally (en)                          |
| Arrières   | Demi d'ouverture       | Eric Elwood, David Humphreys                                  |
| Arrières   | Centre                 | Jonathan Bell, Rob Henderson, Killian Keane (en), Kevin Maggs |
| Arrières   | Ailier                 | Justin Bishop, Girvan Dempsey, Niall Woods (en)               |
| Arrières   | Arrière                | Conor O'Shea                                                  |

### Arbitres
| FIRA-AER                                                                 | FORU                                                         | CAR            |
| ------------------------------------------------------------------------ | ------------------------------------------------------------ | -------------- |
| - Ed Morrison - Jim Fleming - Derek Bevan - Clayton Thomas - Dave McHugh | - Peter Marshall - Scott Young - Colin Hawke - Paddy O'Brien | - André Watson |

## Résultats
| 6 février 1999, 14h15 | Lansdowne Road, Dublin         | Irlande | 09 – 10 | France         |
| 6 février 1999, 16h15 | Murrayfield Stadium, Édimbourg | Écosse  | 33 – 20 | Pays de Galles |

| 20 février 1999, 15h00 (Calcutta Cup) | Stade de Twickenham, Londres | Angleterre     | 24 – 21 | Écosse  |
| 20 février 1999, 15h00                | Stade de Wembley, Londres    | Pays de Galles | 23 – 29 | Irlande |

| 6 mars 1999, 14h00                     | Stade de France, Saint-Denis | France  | 33 – 34 | Pays de Galles |
| 6 mars 1999, 16h00 (Millennium Trophy) | Lansdowne Road, Dublin       | Irlande | 15 – 27 | Angleterre     |

| 20 mars 1999, 15h00                    | Stade de Twickenham, Londres   | Angleterre | 21 – 10 | France  |
| 20 mars 1999, 15h00 (Centenary Quaich) | Murrayfield Stadium, Édimbourg | Écosse     | 30 – 13 | Irlande |

| 10 avril 1999, 14h00 | Stade de France, Saint-Denis | France         | 22 – 36 | Écosse     |
| 11 avril 1999, 16h00 | Stade de Wembley, Londres    | Pays de Galles | 32 – 31 | Angleterre |

## Troisième journée

### France - pays de Galles
Résumé : Les Gallois arrivent au Stade de France pour y disputer leur premier match dans ce stade. Auparavant, leurs déplacements à Paris au Parc des Princes se soldaient quasi-systématiquement par des défaites : leur unique victoire fut remportée lors du Tournoi des Cinq Nations 1975.
Ce premier match à Saint-Denis voit leur succès à l'arraché (34 à 33), alors que les Bleus inscrivent plus d'essais que leurs adversaires (4 contre 3). C'est une revanche pour les Gallois, après leur défaite historique 51 à 0 l'année précédente. C'est aussi la première défaite du XV de France dans ce stade.
| 6 mars 1999 | France | 33 - 34 (18 - 28) | Pays de Galles                                                                                | Stade de France, Saint-Denis 78 724 spectateurs Arbitre : Jim Fleming |
| 6 mars 1999 | Essai(s) : 4 Ntamack (8e, 23e, 50e), Castaignède (72e) Transformation(s) : 2 Castaignède (8e, 50e) Pénalité(s) : 3 Castaignède (5e, 31e, 59e) | Rapport           | Essai(s) : 3 James, C.Quinnell, Charvis Transformation(s) : 2 Jenkins Pénalité(s) : 5 Jenkins | Stade de France, Saint-Denis 78 724 spectateurs Arbitre : Jim Fleming |
| 6 mars 1999 | | Rapport           |                                                                                               | Stade de France, Saint-Denis 78 724 spectateurs Arbitre : Jim Fleming |

| France · Titulaires · Émile Ntamack 15 · 41e Philippe Bernat-Salles 14 · Franck Comba 13 · 5e Richard Dourthe 12 · Thomas Lombard 11 · Thomas Castaignède 10 · Philippe Carbonneau 9 · Thomas Lièvremont 8 · Marc Raynaud 7 · 62e Philippe Benetton 6 · Fabien Pelous 5 · Olivier Brouzet 4 · 41e Franck Tournaire 3 · Raphaël Ibañez 2 · Christian Califano 1 · Remplaçants · 5e David Aucagne 16 · 41e Sylvain Marconnet 17 · 41e Xavier Garbajosa 18 · 62e Richard Castel 19 · Marc Dal Maso 20 · David Auradou 21 · Christophe Laussucq 22 · Entraîneur · Jean-Claude Skrela |  |  |  | Pays de Galles · Titulaires · 15 Shane Howarth · 14 Matthew Robinson (en) 52e · 13 Mark Taylor · 12 Scott Gibbs · 11 Dafydd James · 10 Neil Jenkins · 9 Rob Howley 67e · 8 Scott Quinnell · 7 Brett Sinkinson · 6 Colin Charvis · 5 Chris Wyatt · 4 Craig Quinnell · 3 Ben Evans (en) · 2 Garin Jenkins · 1 Peter Rogers 65e · Remplaçants · 16 Gareth Thomas 52e · 17 Andrew Lewis (en) 65e · 18 David Llewellyn (en) 67e · 19 Mike Voyle (en) · 20 John Davies (en) · 21 Kevin Morgan · 22 Barry Williams · Entraîneur · Graham Henry |

## Statistiques

### Meilleur marqueur
| Rang | Joueur          | Équipe         | Essais |
| ---- | --------------- | -------------- | ------ |
| 1    | Alan Tait       | Écosse         | 5      |
| 1    | Émile Ntamack   | France         | 5      |
| 3    | Gregor Townsend | Écosse         | 4      |
| 4    | Dan Luger       | Angleterre     | 2      |
| 4    | Tim Rodber      | Angleterre     | 2      |
| 4    | Martin Leslie   | Écosse         | 2      |
| 4    | Cameron Murray  | Écosse         | 2      |
| 4    | Scott Gibbs     | Pays de Galles | 2      |
| 4    | Shane Howarth   | Pays de Galles | 2      |
| 4    | Craig Quinnell  | Pays de Galles | 2      |

### Meilleur réalisateur
| Rang | Joueur             | Équipe         | Points | Essais | Tr. | Pén. | Drops |
| ---- | ------------------ | -------------- | ------ | ------ | --- | ---- | ----- |
| 1    | Neil Jenkins       | Pays de Galles | 64     | 0      | 8   | 16   | 0     |
| 2    | Jonny Wilkinson    | Angleterre     | 59     | 0      | 6   | 15   | 0     |
| 3    | David Humphreys    | Irlande        | 48     | 0      | 3   | 12   | 2     |
| 4    | Kenny Logan        | Écosse         | 37     | 0      | 11  | 5    | 0     |
| 5    | Thomas Castaignède | France         | 28     | 1      | 4   | 5    | 0     |